# Bebladering

Bladstand: a. verspreid
b. kruisgewijs tegenoverstaand
c. tweerijig tegenoverstaand
d. kransgewijs, kransstandig

Met de term bebladering doelt men bij bedektzadige planten op de bladeren langs de stengels en takken (fyllotaxis), de wijze waarop de bladeren verborgen liggen in bladknoppen (prefoliatie: ptyxis en vernatie), en eventueel ook op de bloembladeren in de knoppen van de bloemen (knopligging). 
Bij mossen wordt de term 'bebladering' op vergelijkbare wijze gebruikt, hoewel het bij mossen om haploïde planten met fylloïden gaat en bedektzadige planten daarentegen diploïde zijn met 'echte' bladeren.

## Fyllotaxis
Fyllotaxis of bladstand is de rangschikking van de bladeren op de stengels en takken. De bladeren kunnen op verschillende manieren op de stengel geplaatst zijn:
Verspreide of afwisselende bladstand is de meest voorkomende wijze van inplanting van bladeren. Aan elke knoop van de stengel bevindt zich één blad. Elk volgend blad meer dan 90 graden gedraaid ten opzichte van het vorige. De bladen staan in afwisselende richting naar de top van de stengel.
Tweerijig tegenoverstaand bladstand houdt in, dat steeds 1 blad aan elke knoop van de stengel. Elk volgend blad 180 graden gedraaid ten opzichte van het vorige. Komt voor bij veel eenzaadlobbigen.
Bij kruisgewijs tegenoverstaande bladeren staan deze in paren aan elke knoop van de stengel. Elk volgend paar bladeren 90 graden gedraaid ten opzichte van het vorig paar of niet gedraaid en dus allemaal in hetzelfde vlak.
Bij kransstandige bladen staan deze in kransen: drie of meer bladeren op dezelfde plaats aan elke knoop van de stengel.
Bij een rozet vormen bladeren vormen een bladrozet doordat de stengel, en dus de internodiën sterk verkort zijn en de bladeren schijnbaar op elkaar staan ingeplant.
Als de bladeren, afhankelijk van de hoogte aan de stengel een verschillende vorm hebben, heet dit heterofyllie. Als ongelijk gevormde bladeren in eenzelfde zone of aan dezelfde knoop voorkomen, heet dit anisofyllie.
| bladen per hoogte                                                                            | naam bladstand                                         | omschrijving | afbeelding |
| -------------------------------------------------------------------------------------------- | ------------------------------------------------------ | --- | ---------- |
| Slechts één blad op dezelfde knoop, (Slechts één blad op een bepaalde hoogte aan de stengel) | afwisselend tweerijig, folia disticha                  | elk blad een halve omgang verder; breuk bladstand ½ |            |
| Slechts één blad op dezelfde knoop, (Slechts één blad op een bepaalde hoogte aan de stengel) | verspreid, folia sparsa, f. alterna                    | waarbij de bladeren in een spiraal op gelijkmatige afstanden van elkaar staan, waarbij het gedeelte van de spiraalwinding tussen opeenvolgende bladeren een breuk vormt, die verband houdt met de reeks van Fibonacci |            |
| Twee of meer bladeren op dezelfde knoop                                                      | kruiswijs (tegenoverstaand), folia decussata, opposita | bladeren tegenover elkaar staand, met elk volgende paar daar loodrecht op |            |
| Twee of meer bladeren op dezelfde knoop                                                      | tegenoverstaand tweerijig                              | bladeren tegenover elkaar staand, met de elkaar volgende paren recht onder elkaar |            |
| Twee of meer bladeren op dezelfde knoop                                                      | kransgewijs, kransstandig folia verticillata           | meer dan twee bladeren op dezelfde knoop |            |
| Bijzondere gevallen                                                                          | bladeren in een rozet, folia rosulata                  | door een sterk verkorte stengel staan de bladeren zeer dicht op elkaar |            |
| Bijzondere gevallen                                                                          | bladeren eenzijdig, folia unilateralia, f. secunda     | bladeren naar één zijde gericht op geplaatst |            |
| Bijzondere gevallen                                                                          | bladeren in rijen, folia serialia, f. seriata          | bij dakpansgewijs overlappende bladeren |            |

## Prefoliatie, ptyxis en vernatie
Prefoliatie is de wijze waarop bij bedektzadigen een individueel blad, en het geheel van de bladeren in onderlinge samenhang, gevouwen of gerold liggen in een embryonaal stadium van de bladknop. Hoewel de begrippen soms niet scherp worden onderscheiden, gaat het bij prefoliatie om ptyxis en vernatie:
Ptyxis is de wijze waarop de individuele bladeren gevouwen of gerold liggen in een embryonaal stadium van een bladknop.
Vernatie is de rangschikking van het geheel van de verschillende bladeren of de wijze waarop de bebladering in een embryonaal stadium van de bladknop bij zaadplanten gevouwen of gerold liggen.
| omschrijving           | omschrijving                                                  | omschrijving                                                           | afbeelding |
| ---------------------- | ------------------------------------------------------------- | ---------------------------------------------------------------------- | ---------- |
| Ptyxis (bloemknop)     | gevouwen                                                      | reduplicaat, teruggevouwen (1: stengel, 2: hoofdnerf)                  |            |
| Ptyxis (bloemknop)     | gevouwen                                                      | conduplicaat, ingevouwen (1: stengel, 2: hoofdnerf)                    |            |
| Ptyxis (bloemknop)     | gevouwen                                                      | plicaat, geplooid (als een trekharmonica) (1: hoofdnerf, 2: nevennerf) |            |
| Ptyxis (bloemknop)     | gerold                                                        | revoluut, teruggerold (1: stengel, 2: hoofdnerf)                       |            |
| Ptyxis (bloemknop)     | gerold                                                        | involuut, ingerold (1: stengel, 2: hoofdnerf)                          |            |
| Ptyxis (bloemknop)     | gerold                                                        | convoluut, opgerold (1: stengel, 2: hoofdnerf)                         |            |
| Vernatie, knopplooiing | circinaat, ingerolde bladtop                                  | circinaat, ingerolde bladtop                                           |            |
| Vernatie, knopplooiing | contort, convoluut, gedraaid dakpansgewijs                    |                                                                        |            |
| Vernatie, knopplooiing | equitant, rijdend, elkaar omvattende, dubbelgevouwen          |                                                                        |            |
| Vernatie, knopplooiing | imbricaat, dakpansgewijs, met overlappende segmenten          |                                                                        |            |
| Vernatie, knopplooiing | induplicaat, klepsgewijs ingevouwen, naar binnen gevouwen     |                                                                        |            |
| Vernatie, knopplooiing | supervoluut, overlappende bladranden sterk naar boven gekruld |                                                                        |            |
| Vernatie, knopplooiing | valvaat, klepsgewijs, elkaar rakende segmenten                |                                                                        |            |

## Knopligging
Knopligging of estivatie is de ligging van de kelkbladen en de kroonbladen in een knop van een bloem. Hierbij valt de nadruk op de overlap van de randen van de verschillende segmenten (kelkbladen, kroonbladen). Er worden verschillende wijzen van knopligging onderscheiden. De knopligging is van belang van de beschrijving van de verschillende taxonomische eenheden als soort, geslacht en familie.
| bladen per krans, naam bladstand | omschrijving                                                   | omschrijving                                    | afbeelding |
| -------------------------------- | -------------------------------------------------------------- | ----------------------------------------------- | ---------- |
| tweetallig, dimeer               |                                                                |                                                 |            |
| drietallig, trimeer              | dakpansgewijs afwisselend, imbricate alternate                 | dakpansgewijs afwisselend, imbricate alternate  |            |
| viertallig, tetrameer            | open, aperta, niet-rakende segmenten                           | open, aperta, niet-rakende segmenten            |            |
| viertallig, tetrameer            | vexillair, zijdelings samengedrukt                             |                                                 |            |
| vijftallig, pentameer            | dakpansgewijs, imbricaat, dakpansgewijs overlappende segmenten | gedraaid dakpansgewijs, convoluut, contort      |            |
| vijftallig, pentameer            | dakpansgewijs, imbricaat, dakpansgewijs overlappende segmenten | quincunciaal, in een 2⁄5 spiraal                |            |
| vijftallig, pentameer            | dakpansgewijs, imbricaat, dakpansgewijs overlappende segmenten | cochleair, cochleaat                            |            |
| vijftallig, pentameer            | klepsgewijs, valvaat segmenten elkaar rakend bij de randen     | valvaat, klepvormig                             |            |
| vijftallig, pentameer            | klepsgewijs, valvaat segmenten elkaar rakend bij de randen     | induplicatief, ingevouwen, naar binnen gevouwen |            |
| vijftallig, pentameer            | klepsgewijs, valvaat segmenten elkaar rakend bij de randen     | reduplicatief, naar buiten gevouwen             |            |

## Samenvattend schema
| - Fyllotaxis - spiraalsgewijs, verspreid (vlgns. rij van Fibonacci) - distich, tweerijig, 1⁄2 - tristich, drierijig, 1⁄3 - pentastich, vijfrijig, 2⁄5 - octostich, achtrijig, 3⁄8 - tegenoverstaand - decussaat, kruiswijs - alternerend, afwisselend - verticillaat, kransstandig |

| - Ptyxis - inclinaat, met de top ingebogen - circinaat, spiralig ingerold - plicaat, gevouwen als een harmonica - conduplicaat, langs de middennerf plat gevouwen - convoluut, contort, gedraaid dakpansgewijs - revoluut, bladranden teruggerold (naar beneden) - involuut, bladranden naar boven omgerold |

| - Knopligging - dimeer, bloemdelen tweetallig - trimeer, bloemdelen drietallig - tetrameer, bloemdelenviertallig - pentameer, bloemdelenvijftallig - imbricaat, dakpansgewijs, met dakpansgewijs overlappende segmenten - convoluut, contort, gedraaid dakpansgewijs - quincunciaal, in een 2⁄5 spiraal, aansluitend bij de verspreide bladstand (bladspiraal) aan de stengel - cochleair, cochleaat - valvaat, klepsgewijs, elkaar rakende segmenten - klepsgewijs ingevouwen, induplicatief, naar binnen gevouwen - klepsgewijs naar buiten gevouwen, reduplicatief - open, aperta, niet-rakende segmenten |

| - Vernatie (knopplooiing) - valvaat, klepsgewijs - imbricaat, dakpansgewijs - convoluut, contort, gedraaid dakpansgewijs - induplicaat, klepsgewijs ingevouwen - supervoluut, overlappende bladranden sterk naar boven gekruld - rijdend, equitant, elkaar omvattende, dubbelgevouwen |